# Parathyma anaka
Parathyma anaka är en fjärilsart som beskrevs av Hans Fruhstorfer 1906. Parathyma anaka ingår i släktet Parathyma och familjen praktfjärilar. Inga underarter finns listade i Catalogue of Life.